# Idah Sithole-Niang
Idah Sithole-Niang (nacida en 1957) es una bioquímica y educadora de Zimbabwe. Su principal área de investigación han sido los virus que atacan al caupí, uno de los principales cultivos alimentarios de Zimbabwe .

## Biografía
Idah Sithole nació en Hwange, Zimbabwe, el 2 de octubre de 1957. Asistió a la Universidad de Londres con una beca y obtuvo una licenciatura en bioquímica en 1982.  Cuando recibió una beca de USAID en 1983,  Sithole decidió continuar su educación, estudiando genética de plantas y virus. Obtuvo un doctorado en 1988 de la Universidad Estatal de Michigan (MSU) en Lansing, Michigan .  Completó una beca postdoctoral en el Laboratorio de Investigación de Plantas de MSU investigando la genética de la fotosíntesis en cianobacterias  en la primera beca William L. Brown, otorgada por la Resources Development Foundation.  Al regresar a Zimbabwe, se convirtió en profesora en la Universidad de Zimbabwe en 1992 sobre virus que infectan plantas. Su principal área de investigación es el potyvirus, que ataca al caupí, una leguminosa que es el principal cultivo alimentario de Zimbabwe.  Ese mismo año se casó con el jeque Ibrahima Niang, un profesor senegalés de antropología, a quien conoció en la Universidad Estatal de Michigan. Tienen un matrimonio itinerante, ya que él trabaja en la Universidad de Cheikh Anta Diop en Dakar, Senegal . Recibió una beca de la Fundación Rockefeller para carreras en biotecnología entre 1992 y 1995. Ha continuado enseñando e investigando, publicando numerosos artículos. En 2006 fue nombrada profesora asociada en la Universidad de Zimbabwe. Sithole-Niang está a favor de modificaciones genéticas para hacer que el caupí sea resistente a las enfermedades y cree que las versiones transgénicas de cultivos tradicionales son beneficiosas para los países en desarrollo. Trabajando con la Red para el Mejoramiento Genético del Caupí para África (NGICA) como coordinadora, ha consultado con otros expertos internacionales,  en parte debido a la falta de financiamiento disponible dentro de Zimbabwe.  Se ha desempeñado como miembro y miembro de la junta directiva de numerosas organizaciones, entre ellas: el Comité Directivo Fideicomisario del Programa de Mujeres Africanas para la Agricultura y la Investigación y el Desarrollo (AWARD), la Asociación Estadounidense para el Avance de la Ciencia, la Sociedad Estadounidense de Virólogos, Supervisión Comité de Maíz Mejorado para Suelos Africanos (IMAS), Presidente del Comité de Selección de las Becas Joshua Nkomo, Academia de Ciencias de Nueva York, Vicepresidente del Consejo de Investigación de Zimbabwe, Comité de Selección de las Becas Rhodes en Zimbabwe y la Academia de Zimbabue de Ciencias. Sithole-Niang es asesor técnico del Programa de sistemas de bioseguridad para el África subsahariana. 

## Trabajos seleccionados
- Sithole-Niang, Idah (October 2001). «Future of plant science in Zimbabwe». Trends in Plant Science 6 (10): 493-494. PMID 11590069. doi:10.1016/s1360-1385(01)02091-x.
- Mlotshwa, Sizolwenkosi; Verver, Jan; Sithole-Niang, Idah; Prins, Marcel (August 2002). «Transgenic Plants Expressing HC-Pro Show Enhanced Virus Sensitivity While Silencing of the Transgene Results in Resistance». Virus Genes 25 (1): 45-57. PMID 12206307. doi:10.1023/a:1020170024713.
- Mlotshwa, Sizolwenkosi; Verver, Jan; Sithole-Niang, Idah; Gopinath, Kodetham (October 2002). «Subcellular Location of the Helper Component-Proteinase of Cowpea Aphid-Borne Mosaic Virus». Virus Genes 25 (2): 207-216. PMID 12416684. doi:10.1023/a:1020122104651.
- Eicher, Carl K; Maredia, Karim M; Sithole-Niang, Idah (2005). Biotechnology and the African Farmer. Lansing, Michigan: Michigan State University Press.
- Sithole-Niang, Idah (2004). «Putting GM technologies to work: public research pipelines in selected African countries». African Journal of Biotechnology 3 (11): 564-571.
- Eicher, Carl K; Maredia, Karim M; Sithole-Niang, Idah (2006). Crop Biotechnology and the African Farmer. Washington, DC: International Food Policy Research Institute.
- Sithole-Niang, ed. (2013). Genetic engineering. Rijeka, Croatia: InTech. ISBN 978-9-535-11099-6.